# Луций Тициний Панса Сакк
Лу́ций Тици́ний Па́нса Сакк (лат. Lucius Titinius Pansa Saccus; умер после 396 года до н. э.) — римский политический деятель из плебейского рода Тициниев, один из шести военных трибунов с консульской властью 400 года до н. э. (и один из трёх трибунов-плебеев)

## Биография
Луций Тициний принадлежал к неименитому плебейскому роду, происходившему предположительно либо из Цере, либо из Лу́ны. Известно, что его отец носил тот же преномен, а деда звали Манием. Когномен «Панса» (Pansa) указывал на широкие ступни ног его носителя, а личное прозвище Луция Тициния-младшего на латыни означает «сума, мешок».
В 400 году до н. э. Луций вошёл в состав коллегии консулярных трибунов, куда, помимо него, были избраны ещё пять человек, двое из которых — представители плебса. Четырьмя годами позже Тициний был переизбран вместе с большинством своих экс-коллег. Во время второго трибуната Луция Тициния Марк Фурий Камилл был назначен диктатором и взял Вейи.